# Jakša Račić
Jakša Račić (Vrbanj, Hvar, 5. kolovoza 1868. — Split, 23. kolovoza 1943.), liječnik i političar.

## Životopis
Rodio se na otoku Hvaru. Studirao je medicinu u Pragu, Grazu i Innsbrucku, gdje je doktorirao 1900. godine. Radio je u Innsbrucku kao asistent na Institutu za opću i eksperimentalnu patologiju. Daljnju specijalizaciju završio je u Ljubljani da bi 1904. godine otvorio kliniku u Splitu.
Bio je na položaju gradonačelnika Splita između veljače 1929. i lipnja 1933. godine. Započeo je modernizaciju gradske bolnice i počeo pošumljavati Marjan, za što ima velike zasluge, jer je zajedno s društvom "Marjan", osim pošumljavanja, izgradio staze i naselio park-šumu srnama i zečevima.
Na početku Drugog svjetskog Račić je pristupio četničkom pokretu, pa ga je četnički vojvoda Draža Mihailović imenovao  Povjerenikom za Dalmaciju. Godine 1943. Račića su ubili komunistički agenti.